# Pontania samolad
Pontania samolad är en stekelart som beskrevs av René Malaise 1920. Pontania samolad ingår i släktet Pontania, och familjen bladsteklar. Arten är reproducerande i Sverige.